# Lakeith Stanfield
LaKeith Stanfield, ou parfois Keith Stanfield, né le 12 août 1991 à San Bernardino, en Californie, est un acteur américain.
Il s'est fait connaître du public pour son rôle de Marcus dans le long métrage States of Grace en 2013. Après avoir interprété Jimmie Lee Jackson (en) dans le film Selma, LaKeith Stanfield est la vedette de Sorry to Bother You (2018) et apparaît dans le film à succès À couteaux tirés (2019).
En 2021, il est nommé aux Oscars dans la catégorie meilleur acteur dans un second rôle pour son rôle dans Judas and the Black Messiah.
En 2023, il est en tête d'affiche de la comédie horrifique Disney Le Manoir hanté et la série The Changeling (en)  sur Apple TV+.

## Biographie
Lakeith Lee Stanfield grandit successivement à Riverside et Victorville, en Californie, dans un contexte familial pauvre et difficile. C'est après le lycée qu'il décide de se tourner vers une carrière d'acteur. Il raconte que, n'ayant aucun contact pour accéder au milieu, il lance une recherche sur Google dans l'espoir de trouver des opportunités. Il rencontre son premier agent à l'issue d'un casting dans une agence de mannequin à Los Angeles. C'est ainsi qu'il commence à décrocher des auditions pour des publicités.

## Filmographie

### Courts métrages
- 2008 : Short Term 12 de Destin Daniel Cretton : Mark
- 2010 : Gimme Grace d'Anthony Onah
- 2014 : The Fires, Howling de Nicholas Bateman : The Staying One
- 2015 : King Ripple de Luke Jaden : King Ripple[1]
- 2015 : Tracks de Logan Sandler (en) : Lawrence[2]
- 2016 : Hard World for Small Things de Janicza Bravo : Sev[3]
- 2017 : LaZercism de Shaka King[4]
- 2018 : Time of Day de Thimios Bakatakis (en) : lui-même[5]

### Cinéma
- 2013 : States of Grace (Short Term 12) de Destin Daniel Cretton : Marcus[6]
- 2014 : American Nightmare 2: Anarchy (The Purge : Anarchy) de James DeMonaco : un jeune masqué
- 2014 : Selma d'Ava DuVernay : Jimmie Lee Jackson[7]
- 2015 : Memoria de Vladimir de Fontenay et Nina Ljeti : Max
- 2015 : Dope de Rick Famuyiwa : Bug[8],[9]
- 2015 : NWA: Straight Outta Compton (Straight Outta Compton) de F. Gary Gray : Snoop Dogg
- 2015 : Miles Ahead de Don Cheadle : Junior le jeune trompettiste
- 2016 : Live Cargo (en) de Logan Sandler (en) : Max
- 2016 : Snowden de Oliver Stone : Patrick Haynes[10]
- 2017 : War Machine de David Michôd : capitaine Billy Cole
- 2017 : Izzy Gets the F*ck Across Town (en) de Christian Papierniak : George
- 2017 : Crown Heights de Matt Ruskin : Colin Warner
- 2017 : Get Out de Jordan Peele : André/Logan
- 2017 : Death Note d'Adam Wingard : L
- 2017 : The Incredible Jessica James de James C. Strouse (en) : Damon
- 2018 : Millénium : Ce qui ne me tue pas (The Girl in the Spider's Web) de Fede Álvarez : Ed Needham
- 2018 : Sorry to Bother You de Boots Riley : Cassius 'Cash' Green
- 2019 : Uncut Gems de Josh et Benny Safdie : Demany
- 2019 : À couteaux tirés (Knives Out) de Rian Johnson : inspecteur Elliot
- 2019 : Quelqu'un de bien (Someone Great) de Jennifer Kaytin Robinson : Nate Davis
- 2021 : Judas and the Black Messiah de Shaka King : William O'Neal
- 2021 : The Harder They Fall de Jeymes Samuel : Crawford Goldsby alias « Cherokee Bill »
- 2023 : Le Manoir hanté de Justin Simien : Ben Matthias
- 2024 : The Book of Clarence de Jeymes Samuel : Clarence
- 2025 : Roofman de Derek Cianfrance
- 2025 : Die, My Love de Lynne Ramsay : Karl
- 2025 : Play Dirty de Shane Black : Grofield

### Télévision
- 2014 : Film School Shorts - 1 épisode : Mark
- 2016-2022 : Atlanta - 15 épisodes : Darius
- 2018 : Random Acts of Flyness (en) - 1 épisode
- 2019-2020 : BoJack Horseman - 7 épisodes : Guy (voix)
- 2023 : The Changeling : Apollo

## Voix françaises
| - Eilias Changuel dans : - Atlanta (série télévisée) - Death Note - Come Sunday - Uncut Gems - Quelqu'un de bien - The Harder They Fall - The Changeling (en) (série télévisée) - Le Livre de Clarence - Jean-Baptiste Anoumon dans : - Snowden - À couteaux tirés - Diouc Koma dans : - Millénium : Ce qui ne me tue pas - Le Manoir hanté | Et aussi - Jean-Marco Montalto dans States of Grace - Ricky Tribord dans NWA: Straight Outta Compton - Jean-Michel Vaubien dans Selma - Benjamin Jungers dans War Machine - Maxime van Santfoort dans Get Out - Félicien Juttner dans The Incredible Jessica James - Lucien Jean-Baptiste dans Judas and the Black Messiah - Daniel Njo Lobé dans Yasuke (voix) |

## Distinction

### Nomination
- Oscars 2021 : Meilleur acteur dans un second rôle pour Judas and the Black Messiah